# Mark il poliziotto
Mark il poliziotto è un film italiano del 1975 diretto da Stelvio Massi.

## Trama
Il giovane commissario Marco Terzi della Squadra Narcotici di Milano, soprannominato Mark per via di un corso di specializzazione sostenuto negli Stati Uniti d'America, è convinto che un rispettabile industriale, Benzi, sia il capo di un'organizzazione di trafficanti d'eroina. 
Nonostante gli ostacoli legali ed una serie di omicidi, riuscirà ad ottenere le prove di cui aveva bisogno senza andare troppo per il sottile.

## Cast
Il ruolo del malavitoso Gruber è affidato all'ex campione europeo dei pesi medi e superwelter Juan Carlos Duran.

## Produzione
Il film fu girato a Roma per gli interni e tra Milano e Pavia per gli esterni.
Pellicola rientrante nel filone del poliziottesco italiano, genere cinematografico molto in voga in quegli anni, fu il primo ad avere come protagonista Franco Gasparri, star dei fotoromanzi della Lancio.
Seguiranno altri due film con Gasparri protagonista, sempre diretti da Stelvio Massi: Mark il poliziotto spara per primo (seguito di questa pellicola) e Mark colpisce ancora (che nonostante il titolo non ha però collegamenti con i due precedenti).

## Distribuzione
Il film fu distribuito nelle sale cinematografiche dalla P.A.C. il 1º agosto 1975.

## Sequel
Nonostante fosse arrivato nelle sale in piena estate, il film, grazie alla presenza di Gasparri (all'epoca popolarissimo tra le adolescenti) ottenne molto successo, tanto da arrivare ad incassare venti volte tanto rispetto ai costi di produzione. La P.A.C., dopo il successo ottenuto, produrrà il seguito del film, Mark il poliziotto spara per primo, che arrivò nelle sale appena quattro mesi dopo.

## Accoglienza

### Incassi
L'incasso totale del film è stato di 1.667.090.170 lire dell'epoca.

## Doppiaggio
Il doppiaggio fu eseguito a Roma negli studi N.C. in collaborazione con la C.D. Il protagonista Franco Gasparri è doppiato da Michele Gammino mentre l'antagonista Juan Carlos Duran è doppiato da Glauco Onorato.